# Reino de Tormentas
Reino de Tormentas es el álbum debut de la banda de post-hardcore argentino Deny lanzado el 23 de septiembre de 2011 por Pinhead Records.
El álbum cuenta con 10 canciones más una Intro y un intervalo llamado Persiguiendo Sombras. También cuenta con la segunda parte de la trilogía de Deny, Documento #2 (o llamada Documento II).

## Lista de canciones
Reino De Tormentas

| N.º | Título                    | Duración |  |
| 1.  | «Intro»                   | 0:52     |  |
| 2.  | «Alien Vs Deny»           | 3:12     |  |
| 3.  | «Reino De Tormentas»      | 3:42     |  |
| 4.  | «Caminos»                 | 3:14     |  |
| 5.  | «Lo Que Siempre Buscamos» | 3:39     |  |
| 6.  | «Documento #2»            | 4:05     |  |
| 7.  | «Si Pudiera Salvarte»     | 4:08     |  |
| 8.  | «E.X.E»                   | 3:23     |  |
| 9.  | «Persiguiendo Sombras»    | 0:26     |  |
| 10. | «De Mi Pasado»            | 3:32     |  |
| 11. | «La Última Vez»           | 6:05     |  |
| 12. | «Donde Quiero Estar»      | 4:11     |  |

## Personal
DENY
- Nazareno Gómez Antolini - Screams
- Joaquín Ortega - Guitarra, voces claras
- Mateo Sevillano - Guitarra
- Juan Pablo Uberti - Bajo, voces claras
- Agustín Dupuis - batería
- Jonathan Pérez - Teclado